# عفرون
عفرون (به عربی: العفرون) یک شهرداری در الجزایر است که در استان البلیده واقع شده‌است.
 عفرون  ۳۷٬۶۰۲ نفر جمعیت دارد.